# Амірабад (Магаллат)
Амірабад (перс. اميراباد) — село в Ірані, у дегестані Бакерабад, у Центральному бахші, шахрестані Магаллат остану Марказі. За даними перепису 2006 року, його населення становило 86 осіб, що проживали у складі 27 сімей.

## Клімат
Середня річна температура становить 11,78 °C, середня максимальна – 30,60 °C, а середня мінімальна – -9,74 °C. Середня річна кількість опадів – 199 мм.
| Клімат поселення                              | Клімат поселення | Клімат поселення | Клімат поселення | Клімат поселення | Клімат поселення | Клімат поселення | Клімат поселення | Клімат поселення | Клімат поселення | Клімат поселення | Клімат поселення | Клімат поселення | Клімат поселення |
| Показник                                      | Січ.             | Лют.             | Бер.             | Квіт.            | Трав.            | Черв.            | Лип.             | Серп.            | Вер.             | Жовт.            | Лист.            | Груд.            |                  |
| Середній максимум, °C                         | 8,91             | 10,01            | 13,80            | 19,14            | 23,56            | 29,90            | 30,60            | 29,94            | 26,24            | 20,12            | 13,59            | 8,12             |                  |
| Середня температура, °C                       | −0,42            | 0,68             | 4,47             | 9,82             | 14,26            | 20,57            | 24,49            | 23,84            | 20,14            | 14,02            | 7,50             | 2,03             |                  |
| Середній мінімум, °C                          | −9,74            | −8,64            | −4,85            | 0,49             | 4,93             | 11,25            | 18,40            | 17,75            | 14,04            | 7,92             | 1,39             | −4,07            |                  |
| Норма опадів, мм                              | 31               | 31               | 37               | 26               | 19               | 2                | 2                | 1                | 0                | 7                | 18               | 25               |                  |
| Середньомісячна швидкість вітру, м/с          | 1.26             | 1.92             | 2.34             | 2.66             | 2.49             | 2.29             | 2.29             | 2.10             | 2.12             | 1.98             | 1.57             | 1.39             |                  |
| Середньомісячна сонячна радіація, кДж/м²·день | 9905             | 13096            | 15589            | 18758            | 22615            | 26809            | 25934            | 24393            | 21406            | 16064            | 11485            | 9531             |                  |
| --------------------------------------------- | ---------------- | ---------------- | ---------------- | ---------------- | ---------------- | ---------------- | ---------------- | ---------------- | ---------------- | ---------------- | ---------------- | ---------------- | ---------------- |
| Джерело:                                      |                  |                  |                  |                  |                  |                  |                  |                  |                  |                  |                  |                  |                  |